# Edwardsia duodecemtentaculata
Espèce
Edwardsia duodecemtentaculata est une espèce de la famille des Edwardsiidae.

## Systématique
Le nom valide complet (avec auteur) de ce taxon est Edwardsia duodecemtentaculata Carlgren, 1931.
Edwardsia duodecemtentaculata a pour synonymes :
- Edwardsia 12-tentaculata Carlgren, 1931
- Edwardsia duodecententaculata
- Edwardsia duodecimtentaculata Carlgren, 1931
- Edwardsioides duodecemtentaculata Carlgren, 1931